# Aricoris erostratus
Aricoris erostratus es una especie de mariposa, de la familia de los riodínidos, que fue descrita originalmente con el nombre de Anatole erostratus, por Westwood, en 1851, a partir de ejemplares procedentes de Venezuela.

## Distribución
Aricoris erostratus tiene una distribución restringida a la región Neotropical y ha sido reportada en Venezuela, Colombia y Panamá.

## Ecología
Aricoris erostratus puede llegar a ser localmente abundante en zonas de sabanas, pastizales y cultivos en regiones secas o semiáridas.
Las larvas de A. erostratus se alimentan de plantas leguminosas y durante parte de su ciclo de vida son protegidas y alimentadas por hormigas del género Camponotus.